# Judith Richard
Pour les articles homonymes, voir Richard.
Ne doit pas être confondu avec Judi Richards.
Judith Richard (31 janvier 1919 - 9 août 2011) est la première femme cheffe de cabinet au Canada, elle œuvre avec Réal Caouette qui est fondateur et chef du Ralliement créditiste de 1963 à 1976. Ils luttent entre autres pour une réforme du système monétaire, la distribution des richesses et pour l'usage du français aux communes et dans les institutions fédérales.
Elle reçoit l’ordre du Canada en 1977.